# 藤島城 (越前国)
藤島城（ふじしまじょう）は、福井県福井市藤島町にあった南北朝時代の日本の城。足羽七城の一つ。南朝方の武将・新田義貞がこの城に向かう途上に戦没したエピソードで知られる。

## 概要
九頭竜川左岸の沖積地に築かれた平城である。築城年は定かではないが『太平記』では北朝方の越前国守護・斯波高経が、北陸へ下ってきた新田義貞・脇屋義助兄弟に対抗して九頭竜川・足羽川流域に1338年（延元3年/建武5年）頃に構築した複数の城塞群（足羽七城）の一つとして登場する。
福井藩主松平吉邦の命で享保5年（1720年）に編纂された『越前国古城跡并館屋敷蹟』（『城跡考』）には、城主を「波多野出雲守」とする記載がある。
現状は福井市藤島町の西超勝寺境内となっており、石碑が建てられ土塁が残っている。

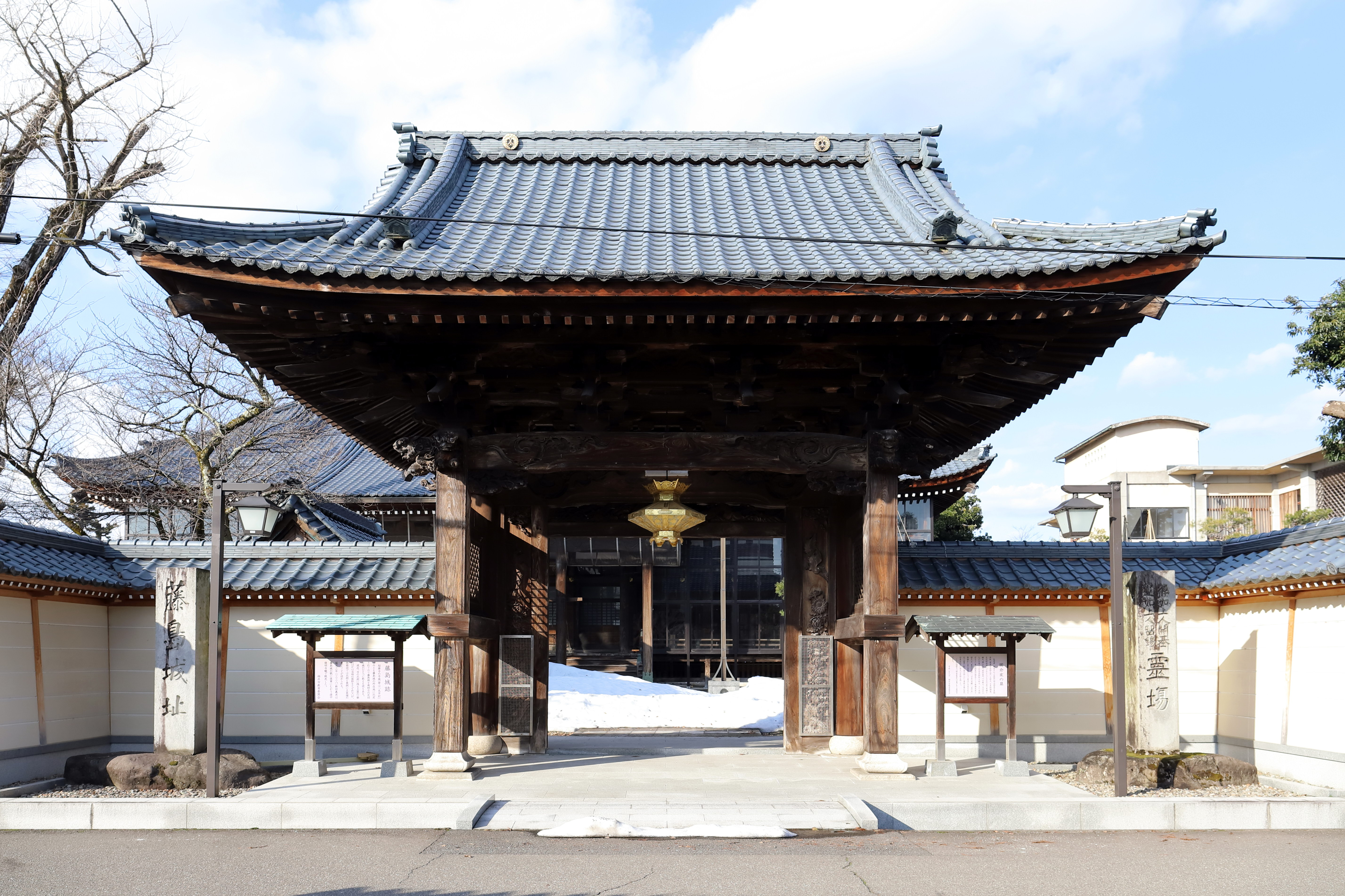
西超勝寺
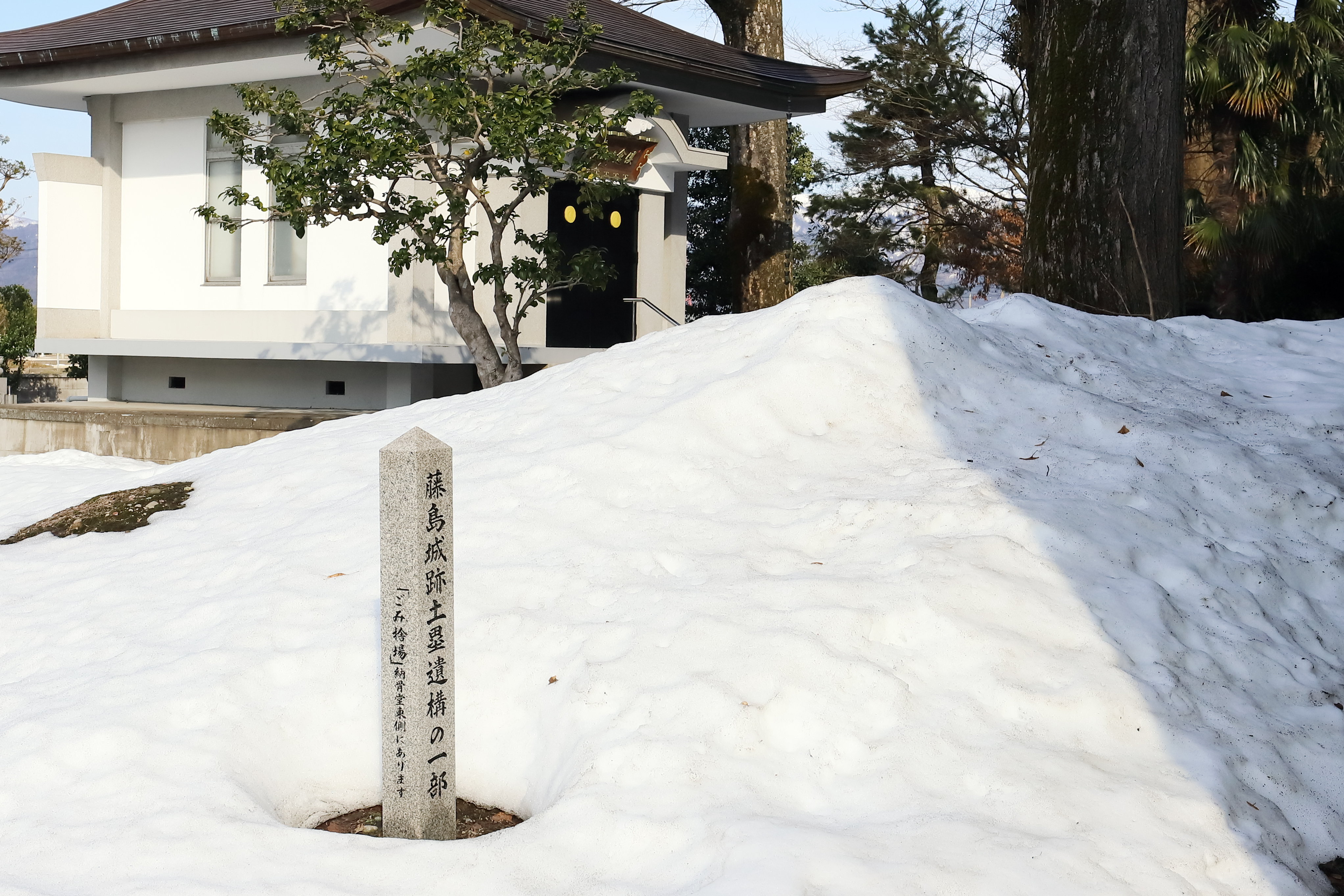
藤島城跡土塁遺構

## 『太平記』での藤島城
北朝方の斯波高経と南朝方の新田義貞との越前における争乱が勃発すると、当初北朝方に与していた天台宗寺院霊応山平泉寺（福井県勝山市）の衆徒（僧兵）の一部は南朝方に造反し、延元3年/建武5年（1338年）2月の日野川の戦いに参戦して斯波高経を越前国府から小黒丸城に敗走させた。
しかし、藤島荘（福井市藤島町）の年貢の取り分をめぐって本山比叡山延暦寺と係争状態にあった平泉寺は、北朝方に付くことを条件に斯波高経から藤島の領有権を安堵されると再び北朝方となり、藤島城に立て籠もった。これにより、斯波が籠る小黒丸城などの足羽七城への攻撃を開始していた新田軍の部隊が同年閏7月2日に藤島城を包囲した（藤島の戦い）。
燈明寺（『太平記』「西源院本」では「東郷寺」）に布陣し負傷者の状況を見回っていた新田義貞は、自軍が藤島城に籠る平泉寺衆徒の頑強な抵抗にあって苦戦していると聞き、僅か50騎の手勢を連れて督戦に向かった。
ところが小黒丸城から藤島城救援に出撃した斯波方の細川出羽守・鹿草公相の軍勢300騎に燈明寺畷付近で偶然遭遇してしまい、弓兵を多く連れていた細川・鹿草軍から一斉射撃を受ける。弓どころか楯すら持たなかった新田軍は崩壊し、馬を射られて倒れた義貞は、立ち上がり様に眉間に矢を喰らい自ら首を切って自害した。